# Látó (folyóirat)
A Látó a Román Írószövetség, 1992 januárjától a Romániai Írók Szövetsége valamint a Maros megyei Tanács magyar nyelvű szépirodalmi folyóirata. Megjelenik Marosvásárhelyen, havonta.
Vídulj, gyászos elme! megújul a világ,
S előbb, mint e század végső pontjára hág.
Batsányi János: A látó (1791)

## Története
1989 decemberében alapították az Igaz Szó folytatásaként. Első száma 1990 januárjában jelent meg. Nevét Batsányi János azonos című verséről kapta. 1992 óta minden évben nívódíjakat oszt ki a lapban publikáló szerzők között. Irodalmi színpadot szervez az egész nyelvterületről meghívott vendégekkel. Több tematikus száma is megjelent már (pl. 2005 február – Bécs, 2008. február – Velence, 2008 április – Örmény).

## Főszerkesztők
- Markó Béla – 1989. december–2005
- Gálfalvi György – 2005. december–2007
- Kovács András Ferenc – 2008. január – 2019. május
- Vida Gábor[1]

## Szerkesztők
- André Ferenc – vers
- Codău Annamária – kritika
- Vida Gábor – próza
- Szabó Róbert Csaba – honlap
- Fischer Botond – esszé

## Jeles publicistáiból
- Szabó Levente
- Ungvári-Zrínyi Ildikó
- Virginás Andrea
- Visky S. Béla
- Zsidó Ferenc

## Netes archívumok
- Transzindex.ro – 2000 január-2002 december
- Elektronikus Periodika Archívum és Adatbázis – 2003 január, 2004 április-2009 március
- Látó 2005. augusztustól folyamatosan